# Arcosolium

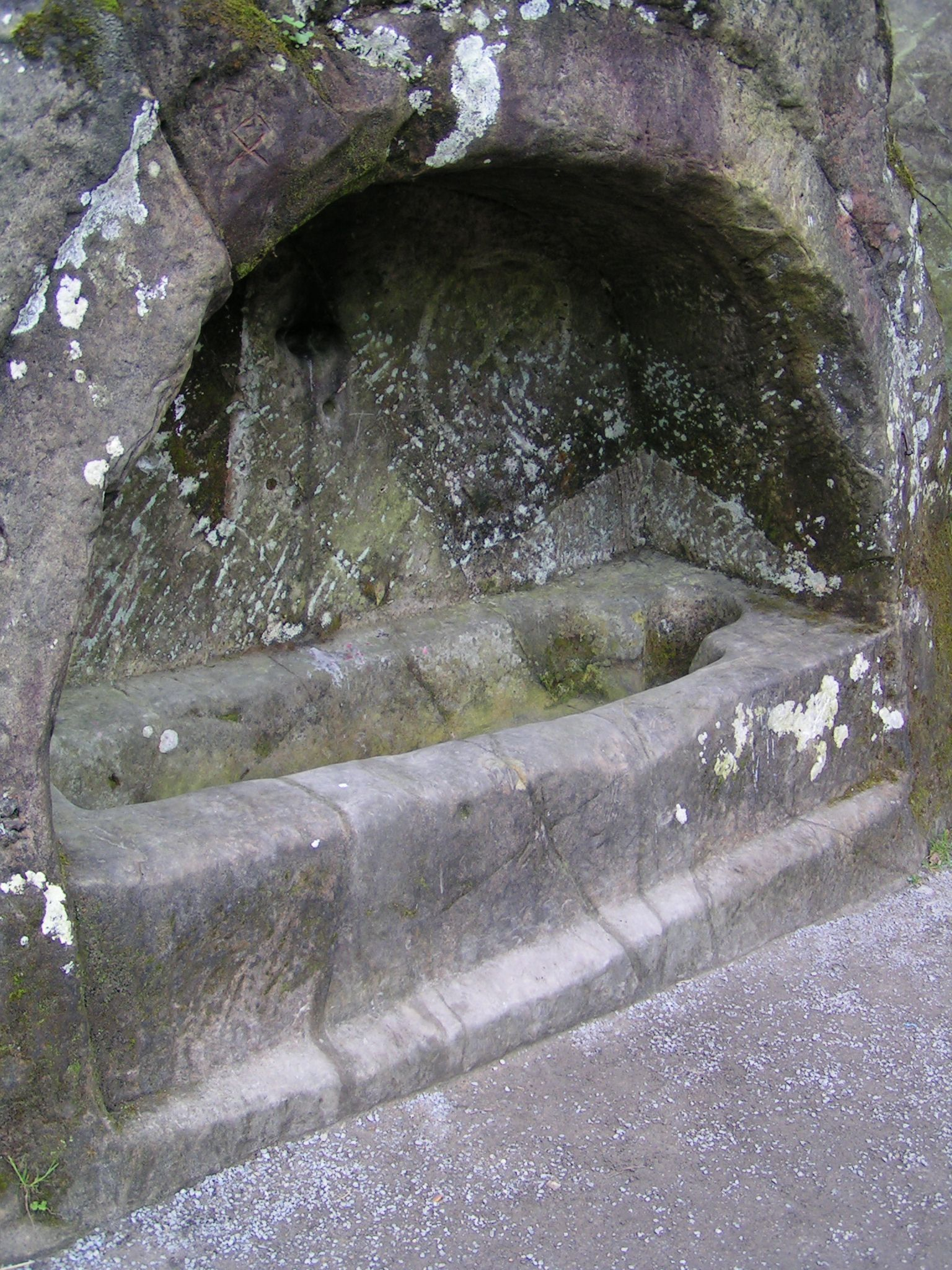
een middeleeuws arcosolium in de Externsteine (Duitsland)

Een arcosolium (uit het Latijn, arcus, "boog", en solium, "sarcofaag") is een nisgraf waarboven zich een boog bevindt. Arcolosia bevinden zich in catacomben, maar ook wel in rotsformaties zoals de Externsteine in Duitsland. De vroege christenen in de 3e en 4e eeuw gebruikten arcosolia.

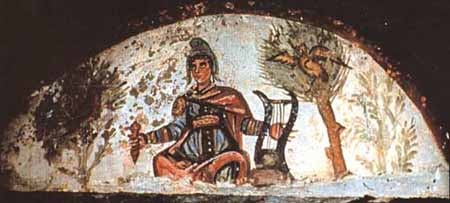
Schildering van Orpheus, als prefiguratie van Christus in de boog van een arcolsolium in de Romeinse catacombe van Marcellinus en Petrus

In een arcosolium wordt de sarcofaag of de urn in een nis in de muur geplaatst. De nis dekte men na de bijzetting af met een marmeren plaat. De boog bleef echter open.
.

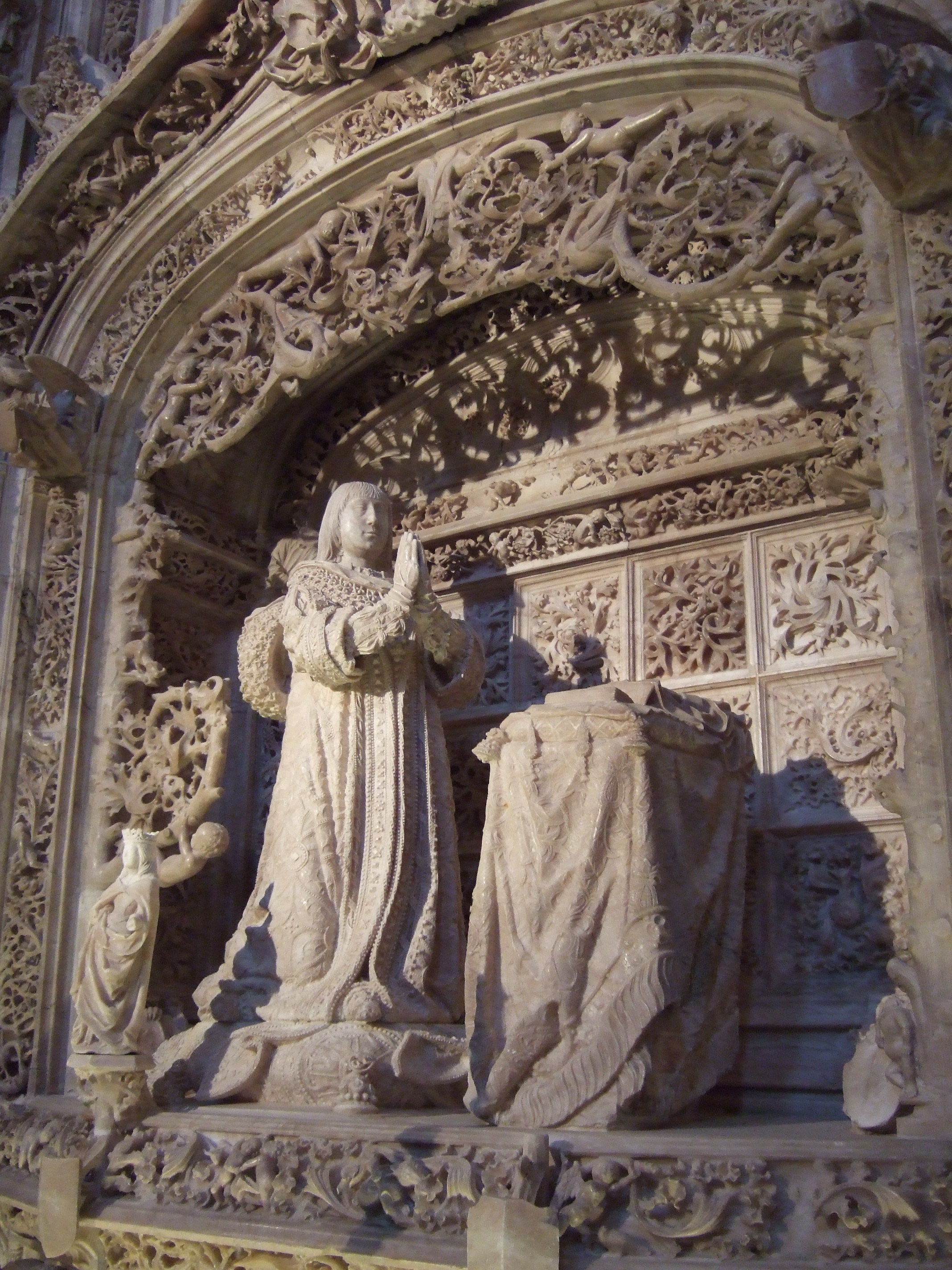
Gil de Siloé. Graf van Alfons van Trastámara en Avís, overleden 1468 (Spanje)

Veel van deze graven zijn rijk versierd. Als de resten van een heilige in de nis bijgezet waren, gebruikte men de marmeren plaat wel als altaar bij eucharistievieringen.